# Liste der Fernstraßen in Kuwait
Diese Liste zeigt die Straßen in Kuwait auf. Die Fernstraßen haben keine Bezeichnung, sondern nur Nummern.

## Fernstraßen
| Kurz | Name | Verlauf                                       | Länge  |
| ---- | ---- | --------------------------------------------- | ------ |
|      | 1    | Kuwait-Stadt-Ring 1                           | 6 km   |
|      | 2    | Kuwait-Stadt-Ring 2                           | 8 km   |
|      | 3    | Kuwait-Stadt-Ring 3                           | 8 km   |
|      | 4    | Kuwait-Stadt-Ring 4                           | 15 km  |
|      | 5    | Kuwait-Stadt-Ring 5                           | 29 km  |
|      | 6    | Al-Dschahra – Messilah                        | 52 km  |
|      | 7    | Sulaibiya – Al-Eqaila                         | 29 km  |
|      | 30   | Kuwait – Ali Al Salem Al Sabah                | 56 km  |
|      | 40   | Kuwait – Al Wafra – Grenze nach Saudi-Arabien | 106 km |
|      | 50   | Kuwait – Kuwait Flughafen                     | 12 km  |
|      | 51   | Kuwait – Luftwaffenbasis Ahmad al-Jaber       | 53 km  |
|      | 70   | Al-Dschahra – Grenze nach Saudi-Arabien       | 111 km |
|      | 80   | Kuwait – Grenze nach Irak                     | 119 km |